# Élections communales luxembourgeoises de 2023
 (août 2023).
Les élections communales de 2023 (en luxembourgeois : Gemengewale vum 11. Juni 2023) ont eu lieu le 11 juin 2023 afin de désigner les conseillers communaux des communes du Luxembourg.

## Mode de scrutin
Les personnes inscrites sur les listes électorales procèdent à l'élection directe des membres du conseil communal de leur commune de résidence. Les électeurs disposent d'autant de suffrages qu'il y a de conseillers à élire au conseil communal. Ce seront les premières élections communales auxquelles les résidents non luxembourgeois pourront participer sans avoir résidé plus de cinq ans au Grand-duché.
Le nombre de conseillers communaux attribués à chaque commune est déterminé par règlement grand-ducal. Il est fonction du nombre des habitants de la commune et est toujours impair. Les conseillers communaux sont élus pour une période de six ans. Ils sont rééligibles.
Chaque commune forme une circonscription électorale. Tous les électeurs d'une commune concourent ensemble à l'élection des membres du conseil communal. Dans les communes dont la population est inférieure à 3 000 habitants, les élections se font d'après le système de la majorité relative. Dans les autres communes, les élections se font au scrutin de liste avec représentation proportionnelle.